# Marsdenia cundurango
Marsdenia cundurango är en oleanderväxtart. Marsdenia cundurango ingår i släktet Marsdenia och familjen oleanderväxter. Utöver nominatformen finns också underarten M. c. fosteri.